# Uràskovo
Uràskovo (en rus: Урасково) és un poble del krai de Perm, a Rússia, que el 2016 tenia 63 habitants. Es troba al marge dret del riu Xakva.